# Riu de Sant Nicolau
El Riu de Sant Nicolau és un riu, afluent de la Noguera de Tor, que discorre uns 11,5 km 5 dins del terme municipal de la Vall de Boí, a la comarca de l'Alta Ribagorça, i pràcticament tot dins el Parc Nacional d'Aigüestortes i Estany de Sant Maurici o de la seva zona perifèrica.
Situat dins la vall de Sant Nicolau, constitueix el tàlveg de la vall. Neix pròpiament dit en el desguàs de l'estany Llong. El curs inicial davalla cap a ponent per, metres després, girar cap al sud-oest. En aquest tram travessa diverses planes, en les que forma meandres, com a: els Prats d'Aiguadassi, el Planell Gran, el Planell de la Molina o el conegudíssim Planell d'Aigüestortes. Aigües avall del conegut planell, en la petita Presa de Sant Esperit, una galeria a pressió desvia part del cabal del riu cap a la central elèctrica de Caldes. Per sota de la presa, on conflueix la Ribera de Llacs, el riu torna a agafar direcció ponent, travessa el Planell de Sant Esperit, i salta per la cascada de Sant Esperit per trobar l'estany de Llebreta. Per sota de l'estany, que es troba en procés de rebliment, a mig camí de la sortida de la vall, s'acaba la zona més estrictament protegida i comença la zona perifèrica de protecció del parc. A la sortida de la vall, ja fora de la zona perifèrica del parc, s'uneix al col·lector i recupera novament el cabal del qual s'havia desprès a la sortida de la presa. Desaigua a la Noguera de Tor, en el punt on s'aixeca la Central hidroelèctrica de Caldes de Boí.
En tot el seu recorregut, el riu rep les aportacions de les nombroses valls, comes i barrancs que flanquegen ambdues ribes.

## Afluents
- Barranc d'Aigüissi[3]
- Estany del Bergús
- Estany de Llebreta
- Estany Llong
- Estany Redó[4]